# トウブシシバナヘビ
トウブシシバナヘビ（東部猪鼻蛇、Heterodon platirhinos）は、有鱗目ナミヘビ科シシバナヘビ属に分類されるヘビ。シシバナヘビ属の模式種。

## 分布
模式標本の産地（模式産地）はフィラデルフィア周辺（ペンシルベニア州）。
アメリカ合衆国（アイオワ州、アーカンソー州、アラバマ州、イリノイ州、インディアナ州、ウィスコンシン州、ウエストバージニア州、オクラホマ州、オハイオ州、カンザス州、ケンタッキー州、コネティカット州、サウスカロライナ州、サウスダコタ州南東部、ジョージア州、テキサス州東部、テネシー州、デラウェア州、ニューハンプシャー州南部、ニューヨーク州南東部、ネブラスカ州東部、ノースカロライナ州、バージニア州、バーモント州南部、フロリダ州、ペンシルベニア州、マサチューセッツ州、ミシガン州、ミシシッピ州、ミズーリ州、ミネソタ州東部、メリーランド州、ルイジアナ州、ロードアイランド州）、カナダ（オンタリオ州南部）

## 形態
全長は30-80cm。最大全長137cm。体形は非常に太い。胴体中央部の斜めに列になった背面の鱗の数（体列鱗数）は23か25。総排出口までの腹面にある幅の広い鱗の数（腹板数）は114-150。腹面の総排出口から後部の鱗の数（尾下板数）は37-60。体色の変異は大きく、黒化型の個体も比較的多い。背面には16-31個の暗色の斑紋が入る。腹面の鱗（腹板）は暗色で、腹面の総排出口から後部の鱗（尾下板）の色彩は腹板より淡い。
吻端の鱗（吻端板）はシシバナヘビ属内ではあまり反りあがらない。種小名platirhinosは「平たい角」の意。吻端板と前額板の間には対にならない小型の鱗が1枚入るが、稀に小型の鱗が無い個体や2枚入る個体もいる。左右の前額板は間に小さい鱗が入らないため接する。

### 毒
唾液に獲物を痺れさせる毒がある。

## 生態
基底が砂地の草原や開けた森林、農耕地等に生息する。
食性は動物食で、主にカエルを食べる。
繁殖形態は卵生。

## 人間との関係
ペットとして飼育されることもあり、日本にも輸入されている。抱卵した野生個体を採集しその個体から産まれた繁殖個体が少数流通し、野生個体が稀に流通する。ケージは脱走されないような物を用いる。床材としてウッドチップやウッドシェイブ、メンテナンス性を重視するならキッチンペーパー等を用いるがこまめに交換するようにする。多くの個体はヘビ用の餌として専門店等でコンスタントに入手できるマウスに餌付いていないことが多く、またマウスに餌付きにくい。餌の面から属内でも飼育の難しい種とされ、累代飼育下繁殖例もほとんど知られていない。唾液には毒があるが、人に対して威嚇等で噛みついてくることはない。しかし給餌中に餌と間違えて噛みつくことがあるため注意が必要。長時間噛まれた際に患部が腫れあがった例があるため、長めのピンセットを用いたり夜間に置き餌をする等してなるべく給餌中の接触は避ける。